# Give Kirke
Give Kirke ligger i Give og er bygget omkring år 1200–1225. Den består af romansk kor og skib opført af frådsten. Tårnet er ligesom våbenhuset først opført i 1905.
På kirkegården ligger bl.a. dragon Niels Kjeldsen begravet. Niels Kjeldsen blev skudt under en træfning med preussiske husarer den 28. februar 1864 på landevejen mellem Kolding og Vejle.

## Eksterne kilder og henvisninger
- Wikimedia Commons har flere filer relateret til Give Kirke
- Give Kirke Arkiveret 31. januar 2011 hos  Wayback Machine hos nordenskirker.dk
- Give Kirke hos KortTilKirken.dk
- Give Kirke hos danmarkskirker.natmus.dk (Danmarks Kirker, Nationalmuseet)